# Yahuskin
Yahuskin (Yahooskin, Goyatöka), jedna od dvije glavne grupe Sjevernih Pajuta (Northern Paiute) iz grupe šošonskih Indijanaca. Do 1864. oni i Walpapi lulatli su obalama jezera Goose, Silver, Warner i Harney u Oregonu, a tradicionalni teritorij bio im je oko jezera Silver Lake na 5 000 četvornih milja (blizu 13 000 km²). Privremeno su odlazili i u dolinu Surprise i močvaru Klamath gdje su sakupljali 'wokas' za hranu. Prema izvjesnom Benu (možda iz plemena Yahuskin) pleme je u prehrani koristilo sve što je uspjelo pronači, to su zečevi, zmije, korijenje, insekte 'i patke ako je bilo sreće'. Nastamba im je bila 'wickiup'. Kretali su se pješice, a jedino transportno sredstvo bio je 'dog-travois', pseča zaprega čiji se zadnji kraj od ukrštenih kolaca vukao po tlu. Život ovih Indijanaca bio je težak, njihova domovina pustinjsko je područje u kojem nije bilo obilja ni vode ni hrane. 
14. 10. 1864. Yahuskini skupa sa svojim rođacima Walpapima završavaju sa slobodnim životom; smješteni su na rezervat Klamath. Svoju zemlju morali su prepustiti u korist Sjedinjenih Država. Kada ih je 1884. posjetio Gatschet, izvjestio je da žive od agrikulture i da polako napuštaju svoj skitalački život. Danas žive kod rijeke Sprague blizu Yainaxa. Tu se često žene s pripadnicima drugih plemena i polako gube plemenski identitet. Godine 1870. izbrojeno ih je 117; a 1909. 109. Danas 'pleme' 'The Klamath tribes', odnosno plemena Klamath, Yahooskin i Modoc broje 3,500 duša.